# Yohan Cabaye
Yohan Cabaye (Tourcoing, 14 januari 1986) is een Frans voormalig profvoetballer die doorgaans als middenvelder speelde. Hij kwam tussen 2004 en 2020 onder meer uit voor Lille OSC, Newcastle United, PSG en Crystal Palace. Cabaye was van 2010 tot en met 2016 international in het Frans voetbalelftal, waarvoor hij 48 wedstrijden speelde en daarin vier keer scoorde.
Op 19 februari 2021 maakte Cabaye bekend per direct te stoppen als profvoetballer op de leeftijd van 35 jaar, hij was toen al ruim een halfjaar clubloos na zijn vertrek bij AS Saint-Étienne in juli 2020.

## Clubcarrière

### Lille OSC
Cabaye komt uit de jeugdacademie van Lille OSC. Bij die club tekende de middenvelder in 2004 zijn eerste profcontract, voor de duur van drie seizoenen. In november van dat jaar werd hij voor het eerst bij de eerste selectie gehaald door coach Claude Puel en hij debuteerde op 7 november 2004 tegen FC Istres (0–2 winst). Tijdens zijn eerste seizoen speelde hij zes competitiewedstrijden, maar het jaar erna groeide dat aantal al naar zevenentwintig duels. Zijn eerste professionele doelpunt scoorde Cabaye op 19 november 2005, toen met 3–2 verloren werd van AJ Auxerre. Net na de winterstop kwamen club en speler een nieuwe verbintenis overeen, tot medio 2010.
In de zomer van 2008 vertrok Puel naar Olympique Lyonnais en Rudi Garcia werd zijn opvolger. In diens formatie stond Cabaye op het middenveld met nieuwe aanwinst Florent Balmont en controleur Rio Mavuba. Cabaye speelde als spelmaker achter de drie aanvallers Eden Hazard, Gervinho en Pierre-Alain Frau. Het seizoen 2008/09 leverde tweeëndertig competitieoptredens op (allemaal basisplaatsen). Het seizoen erna speelde hij zesenveertig officiële duels en daarin wist hij vijftien doelpunten te maken, waarvan zeven strafschoppen, en hij gaf nog tien assists. Het seizoen 2010/11 werd een zeer goede voor Lille. De rol van spelmaker ging van Cabaye naar de vleugelaanvallers Hazard en Gervinho. Lille haalde de finale van de Coupe de France 2010/11 en won daarin met 1–0 van Paris Saint-Germain. Cabaye speelde het gehele duel mee. Een week later werd, opnieuw in duel met Paris Saint-Germain, de titel binnengesleept na een 2–2 gelijkspel. Hiermee werd Lille voor het eerst sinds 1954 weer kampioen en won het voor het eerst sinds 1946 de dubbel.

### Newcastle United
In 2011 verhuisde hij naar het Engelse Newcastle United FC. Garcia vertelde na het laatste competitieduel van Lille, tegen Stade Rennais (3–2 winst) de pers al over het aankomende vertrek: "Yohan vertelde ons - eerst mij, daarna de gehele groep voor het duel - gisteren dat hij gekozen heeft voor Newcastle. Die keuze respecteer ik, al wens ik dat hij zou blijven." Op 10 juni werd de transfer naar Engeland definitief, toen hij voor vijf jaar tekende bij de club. Cabaye omschreef zijn overstap als "fantastisch" en hij vertelde tevens: "Ik heb een geweldige tijd gehad bij Lille, maar de tijd is rijp om mijzelf te meten met de besten en dat kan ik door met voor Newcastle United in de Premier League te spelen."
De Franse middenvelder kreeg bij zijn nieuwe club rugnummer 4, dat vrijgekomen was na het vertrek van Kevin Nolan. maakte zijn debuut voor de club uit Newcastle upon Tyne op 13 augustus 2011, toen met 0–0 gelijkgespeeld werd tegen Arsenal FC. Tijdens de negende speelronde van het seizoen scoorde de Fransman zijn eerste doelpunt voor zijn nieuwe club. Op 22 oktober maakte hij tegen Wigan Athletic FC het enige doelpunt van het duel. Op 21 april, aan het einde van het seizoen, won Newcastle met 3–0 van Stoke City FC en Cabaye was met twee goals en één assist betrokken bij alle drie de doelpunten.
Aan het einde van het jaar 2012 raakte hij geblesseerd aan zijn lies, waardoor hij van november tot januari uit de roulatie zou liggen. Nadat hij tien Premier Leagueduels aan de kant had gestaan, keerde hij op 12 januari 2013 terug in de wedstrijdselectie van Newcastle, tegen Norwich City FC (0–0). Op 2 maart 2013 was Cabaye voor het eerst aanvoerder van Newcastle; toen de reguliere captain, Fabricio Coloccini geblesseerd was, droeg hij de band om zijn arm tijden het duel met Swansea City AFC (1–0 nederlaag). Ook de zes competitiewedstrijden hierna was Cabaye de aanvoerder van de Engelse club.
Op 19 augustus 2013 speelde Newcastle het eerste duel van het seizoen, waarin het met 4–0 van Manchester City FC verloor. Cabaye zat die avond niet in de wedstrijdselectie. Even daarvoor was namelijk een bod van omgerekend circa 12,5 miljoen euro van Arsenal FC afgewezen. Manager Alan Pardew verklaarde dat Cabaye uit de selectie was gehouden, omdat hij te veel afgeleid zou zijn door de aanbieding. De middenvelder weigerde zelf vervolgens te spelen tegen West Ham United FC (0–0) tijdens de tweede speelronde. Vanaf speelronde drie speelde de Fransman echter weer mee bij Newcastle.

### Paris Saint-Germain
Op donderdag 29 januari 2014 maakte Paris Saint-Germain bekend Cabaye overgenomen te hebben van Newcastle United voor circa 25 miljoen euro. De middenvelder tekende voor drieënhalf jaar in Parijs en kreeg rugnummer 4.
Zijn debuut voor de Parijse club maakte hij op 31 januari; PSG won in eigen huis met 2–0 van Girondins de Bordeaux en Cabaye viel in de tweede helft in voor Javier Pastore. Zijn eerste doelpunt viel in de UEFA Champions League, toen hij op 18 februari doel trof tegen Bayer 04 Leverkusen (0–4 winst). Zijn eerste halve seizoen bij PSG leverde een landskampioenschap op en ook de Coupe de la Ligue werd binnengesleept, na een met 2–1 gewonnen finale tegen Olympique Lyonnais. In het seizoen erna won hij die prijzen opnieuw met PSG en daarnaast ook de Trophée des Champions en de Coupe de France.

### Crystal Palace
Cabaye tekende in juli 2015 een contract tot medio 2018 bij Crystal Palace, de nummer tien van de Premier League in het voorgaande seizoen. Het betaalde circa €14.000.000,- voor hem, een clubrecord. Cabaye maakte op 8 augustus 2015 zijn officiële debuut voor Crystal Palace, tijdens de eerste competitieronde van de Premier League 2015/16. In een die dag met 1–3 gewonnen wedstrijd uit bij Norwich City maakte hij in de negentigste minuut het derde doelpunt voor zijn ploeg.

## Clubstatistieken
| Seizoen | Club                | Competitie     | Competitie | Competitie | Beker | Beker | Internationaal | Internationaal | Totaal | Totaal |
| Seizoen | Club                | Competitie     | Wed.       | Dlp.       | Wed.  | Dlp.  | Wed.           | Dlp.           | Wed.   | Dlp.   |
| ------- | ------------------- | -------------- | ---------- | ---------- | ----- | ----- | -------------- | -------------- | ------ | ------ |
| 2004/05 | Lille OSC           | Ligue 1        | 6          | 0          | 4     | 0     | 4              | 0              | 14     | 0      |
| 2005/06 | Lille OSC           | Ligue 1        | 27         | 1          | 5     | 0     | 5              | 0              | 37     | 1      |
| 2006/07 | Lille OSC           | Ligue 1        | 22         | 3          | 3     | 1     | 8              | 0              | 33     | 4      |
| 2007/08 | Lille OSC           | Ligue 1        | 36         | 7          | 4     | 0     | —              | —              | 40     | 7      |
| 2008/09 | Lille OSC           | Ligue 1        | 32         | 5          | 3     | 1     | —              | —              | 35     | 6      |
| 2009/10 | Lille OSC           | Ligue 1        | 32         | 13         | 2     | 0     | 12             | 2              | 46     | 15     |
| 2010/11 | Lille OSC           | Ligue 1        | 36         | 2          | 6     | 2     | 6              | 0              | 48     | 4      |
| 2011/12 | Newcastle United FC | Premier League | 34         | 4          | 4     | 1     | —              | —              | 38     | 5      |
| 2012/13 | Newcastle United FC | Premier League | 26         | 6          | 0     | 0     | 9              | 0              | 35     | 6      |
| 2013/14 | Newcastle United FC | Premier League | 19         | 7          | 1     | 0     | —              | —              | 20     | 7      |
| 2013/14 | Paris Saint-Germain | Ligue 1        | 15         | 0          | 2     | 0     | 4              | 1              | 21     | 1      |
| 2014/15 | Paris Saint-Germain | Ligue 1        | 24         | 1          | 7     | 1     | 5              | 0              | 36     | 2      |
| 2015/16 | Crystal Palace      | Premier League | 33         | 5          | 6     | 1     | —              | —              | 39     | 6      |
| 2016/17 | Crystal Palace      | Premier League | 32         | 4          | 3     | 0     | —              | —              | 35     | 4      |
| 2017/18 | Crystal Palace      | Premier League | 31         | 0          | 3     | 0     | —              | —              | 34     | 0      |
| 2018/19 | Al-Nasr             | VAE Liga       | 13         | 1          | 7     | 1     | —              | —              | 20     | 2      |
| 2019/20 | AS Saint-Étienne    | Ligue 1        | 15         | 0          | 5     | 1     | 1              | 0              | 21     | 1      |
| Totaal  | Totaal              | Totaal         | 433        | 59         | 65    | 9     | 54             | 3              | 552    | 71     |

Bijgewerkt op 1 juli 2020.

## Interlandcarrière

### EK 2012
Tussen 2006 en 2008 speelde Cabaye zestien wedstrijden voor Frankrijk –21, waarin hij drie keer scoorde. Zijn debuut voor het Frans voetbalelftal maakte de middenvelder op 11 augustus 2010 in een vriendschappelijke wedstrijd tegen Noorwegen (2–1 nederlaag). Hij viel in dat duel na 74 minuten in voor collega-debutant Yann M'Vila. De andere debutanten dit duel waren Stéphane Ruffier (AS Monaco), Aly Cissokho (Olympique Lyon), Adil Rami (Lille OSC), Charles N'Zogbia (Wigan Athletic), Guillaume Hoarau (Paris Saint-Germain) en Jérémy Ménez (AS Roma). In september bleef hij onderdeel uitmaken van de selectie voor de EK-kwalificatieduels tegen Wit-Rusland en Bosnië en Herzegovina, maar door een blessure moest hij verstek laten gaan en Blaise Matuidi verving hem.
Hij nam met Les Bleus deel aan het Europees kampioenschap voetbal 2012 in Polen en Oekraïne. Hij debuteerde op een groot toernooi tijdens de openingswedstrijd tegen Engeland (1–1). Later kwam hij ook nog in actie tegen Oekraïne, waartegen hij een doelpunt wist te maken. De ploeg van bondscoach Laurent Blanc werd later in de kwartfinales uitgeschakeld door titelverdediger Spanje: 0–2. Ook tijdens dit duel kwam Cabaye in actie. Zijn toenmalige clubgenoten Tim Krul (Nederland) en Hatem Ben Arfa (eveneens Frankrijk) waren ook actief op dit toernooi.

### WK 2014
Cabaye speelde na het EK mee in zes van de tien WK-kwalificatiewedstrijden. Frankrijk eindigde in de groepsfase achter Spanje en moest zich dus in een tweeluik ontdoen van Oekraïne om het eindtoernooi in Brazilië te kunnen bereiken. Nadat de uitwedstrijd met 2–0 verloren was (zonder Cabaye), speelde hij wel mee in het thuisduel in het Stade de France in Parijs. Dankzij twee goals van Mamadou Sakho en een van Karim Benzema plaatsten de Fransen zich toch voor het eindtoernooi. In de poulefase van het WK 2014 speelde de middenvelder mee tegen Honduras (3–0 winst) en Zwitserland (2–5 winst). Door deze uitslagen had Frankrijk zich al geplaatst voor de achtste finale; hierdoor kreeg Cabaye tijdens het duel met Ecuador rust. Tegen Nigeria (2–0 winst) speelde hij het gehele duel mee en ook de verloren kwartfinale tegen Duitsland (0–1) leverde speeltijd op. Zijn toenmalige clubgenoten Thiago Silva, Maxwell (beiden Brazilië), Thiago Motta, Salvatore Sirigu, Marco Verratti (allen Italië), Edinson Cavani (Uruguay), Blaise Matuidi, Lucas Digne (beiden eveneens Frankrijk) en Ezequiel Lavezzi (Argentinië) waren ook actief op dit toernooi.

### EK 2016
Na het wereldkampioenschap voetbal 2014 speelde Cabaye met het Frans elftal twee jaar vriendschappelijke interlands. Bondscoach Didier Deschamps nam hem op 12 mei 2016 op in de Franse selectie voor het EK 2016, in eigen land. Hierop bereikten zijn ploeggenoten en hij de finale, die ze met 0–1 verloren van Portugal.
| Interlands van Yohan Cabaye voor Frankrijk | Interlands van Yohan Cabaye voor Frankrijk | Interlands van Yohan Cabaye voor Frankrijk | Interlands van Yohan Cabaye voor Frankrijk | Interlands van Yohan Cabaye voor Frankrijk | Interlands van Yohan Cabaye voor Frankrijk |
| №                                          | Datum                                      | Wedstrijd                                  | Uitslag                                    | Competitie                                 | Goals                                      |
| Als speler bij Lille OSC                   | Als speler bij Lille OSC                   | Als speler bij Lille OSC                   | Als speler bij Lille OSC                   | Als speler bij Lille OSC                   | Als speler bij Lille OSC                   |
| ------------------------------------------ | ------------------------------------------ | ------------------------------------------ | ------------------------------------------ | ------------------------------------------ | ------------------------------------------ |
| 1.                                         | 11 augustus 2010                           | Noorwegen – Frankrijk                      | 2 – 1                                      | Vriendschappelijk                          |                                            |
| 2.                                         | 9 februari 2011                            | Frankrijk – Brazilië                       | 1 – 0                                      | Vriendschappelijk                          |                                            |
| 3.                                         | 6 juni 2011                                | Oekraïne – Frankrijk                       | 1 – 4                                      | Vriendschappelijk                          |                                            |
| 4.                                         | 9 juni 2011                                | Polen – Frankrijk                          | 0 – 1                                      | Vriendschappelijk                          |                                            |
| Als speler bij Newcastle United            |                                            |                                            |                                            |                                            |                                            |
| 5.                                         | 10 augustus 2011                           | Frankrijk – Chili                          | 1 – 1                                      | Vriendschappelijk                          |                                            |
| 6.                                         | 6 september 2011                           | Roemenië – Frankrijk                       | 0 – 0                                      | Kwalificatie EK 2012                       |                                            |
| 7.                                         | 7 oktober 2011                             | Frankrijk – Albanië                        | 3 – 0                                      | Kwalificatie EK 2012                       |                                            |
| 8.                                         | 11 oktober 2011                            | Frankrijk – Bosnië en Herzegovina          | 1 – 1                                      | Kwalificatie EK 2012                       |                                            |
| 9.                                         | 15 november 2011                           | Frankrijk – België                         | 0 – 0                                      | Vriendschappelijk                          |                                            |
| 10.                                        | 29 februari 2012                           | Duitsland – Frankrijk                      | 1 – 2                                      | Vriendschappelijk                          |                                            |
| 11.                                        | 27 mei 2012                                | Frankrijk – IJsland                        | 3 – 2                                      | Vriendschappelijk                          |                                            |
| 12.                                        | 31 mei 2012                                | Frankrijk – Servië                         | 2 – 0                                      | Vriendschappelijk                          |                                            |
| 13.                                        | 5 juni 2012                                | Frankrijk – Estland                        | 4 – 0                                      | Vriendschappelijk                          |                                            |
| 14.                                        | 11 juni 2012                               | Frankrijk – Engeland                       | 1 – 1                                      | EK 2012                                    |                                            |
| 15.                                        | 15 juni 2012                               | Oekraïne – Frankrijk                       | 0 – 2                                      | EK 2012                                    | 56'                                        |
| 16.                                        | 23 juni 2012                               | Spanje – Frankrijk                         | 2 – 0                                      | EK 2012                                    |                                            |
| 17.                                        | 7 september 2012                           | Finland – Frankrijk                        | 0 – 1                                      | Kwalificatie WK 2014                       |                                            |
| 18.                                        | 11 september 2012                          | Frankrijk – Wit-Rusland                    | 3 – 1                                      | Kwalificatie WK 2014                       |                                            |
| 19.                                        | 16 oktober 2012                            | Spanje – Frankrijk                         | 1 – 1                                      | Kwalificatie WK 2014                       |                                            |
| 20.                                        | 6 februari 2013                            | Frankrijk – Duitsland                      | 1 – 2                                      | Vriendschappelijk                          |                                            |
| 21.                                        | 26 maart 2013                              | Frankrijk – Spanje                         | 0 – 1                                      | Kwalificatie WK 2014                       |                                            |
| 22.                                        | 5 juni 2013                                | Uruguay – Frankrijk                        | 1 – 0                                      | Vriendschappelijk                          |                                            |
| 23.                                        | 9 juni 2013                                | Brazilië – Frankrijk                       | 3 – 0                                      | Vriendschappelijk                          |                                            |
| 24.                                        | 11 oktober 2013                            | Frankrijk – Australië                      | 6 – 0                                      | Vriendschappelijk                          | 29'                                        |
| 25.                                        | 15 oktober 2013                            | Frankrijk – Finland                        | 3 – 0                                      | Kwalificatie WK 2014                       |                                            |
| 26.                                        | 19 november 2013                           | Frankrijk – Oekraïne                       | 3 – 0                                      | Kwalificatie WK 2014                       |                                            |
| Als speler bij Paris Saint-Germain         |                                            |                                            |                                            |                                            |                                            |
| 27.                                        | 5 maart 2014                               | Frankrijk - Nederland                      | 2 – 0                                      | Vriendschappelijk                          |                                            |
| 28.                                        | 27 mei 2014                                | Frankrijk - Noorwegen                      | 4 – 0                                      | Vriendschappelijk                          |                                            |
| 29.                                        | 1 juni 2014                                | Frankrijk - Paraguay                       | 1 – 1                                      | Vriendschappelijk                          |                                            |
| 30.                                        | 8 juni 2014                                | Frankrijk – Jamaica                        | 8 – 0                                      | Vriendschappelijk                          | 17'                                        |
| 31.                                        | 15 juni 2014                               | Frankrijk – Honduras                       | 0 – 3                                      | WK 2014                                    |                                            |
| 32.                                        | 20 juni 2014                               | Zwitserland – Frankrijk                    | 5 – 2                                      | WK 2014                                    |                                            |
| 33.                                        | 30 juni 2014                               | Frankrijk – Nigeria                        | 0 – 2                                      | WK 2014                                    |                                            |
| 34.                                        | 4 juli 2014                                | Frankrijk – Duitsland                      | 0 – 1                                      | WK 2014                                    |                                            |
| 35.                                        | 4 september 2014                           | Frankrijk – Spanje                         | 1 – 0                                      | Vriendschappelijk                          |                                            |
| 36.                                        | 7 september 2014                           | Servië – Frankrijk                         | 1 – 1                                      | Vriendschappelijk                          |                                            |
| 37.                                        | 11 oktober 2014                            | Frankrijk – Portugal                       | 2 – 1                                      | Vriendschappelijk                          |                                            |
| 38.                                        | 14 oktober 2014                            | Frankrijk – Albanië                        | 1 – 1                                      | Vriendschappelijk                          |                                            |
| 39.                                        | 7 juni 2015                                | Frankrijk – België                         | 3 – 4                                      | Vriendschappelijk                          |                                            |
| Als speler bij Crystal Palace              |                                            |                                            |                                            |                                            |                                            |
| 40.                                        | 4 september 2015                           | Portugal – Frankrijk                       | 0 – 1                                      | Vriendschappelijk                          |                                            |
| 41.                                        | 8 oktober 2015                             | Frankrijk – Armenië                        | 4 – 0                                      | Vriendschappelijk                          | 55'                                        |
| 42.                                        | 11 oktober 2015                            | Denemarken – Frankrijk                     | 1 – 2                                      | Vriendschappelijk                          |                                            |
| 43.                                        | 13 november 2015                           | Frankrijk – Duitsland                      | 2 – 0                                      | Vriendschappelijk                          |                                            |
| 44.                                        | 17 november 2015                           | Engeland – Frankrijk                       | 2 – 0                                      | Vriendschappelijk                          |                                            |
| 45.                                        | 30 mei 2016                                | Frankrijk – Kameroen                       | 3 – 2                                      | Vriendschappelijk                          |                                            |
| 46.                                        | 4 juni 2016                                | Frankrijk – Schotland                      | 3 – 0                                      | Vriendschappelijk                          |                                            |
| 47.                                        | 19 juni 2016                               | Zwitserland – Frankrijk                    | 0 – 0                                      | EK 2016                                    |                                            |
| 48.                                        | 7 juli 2016                                | Duitsland – Frankrijk                      | 0 – 2                                      | EK 2016                                    |                                            |

Bijgewerkt op 11 juli 2016.

## Erelijst
| Competitie            |           |                  |           |           |
| Competitie            | Aantal    | Jaren            |           |           |
| Lille OSC             | Lille OSC | Lille OSC        | Lille OSC | Lille OSC |
| --------------------- | --------- | ---------------- | --------- | --------- |
| Kampioen Ligue 1      | 1x        | 2010/11          |           |           |
| Coupe de France       | 1x        | 2010/11          |           |           |
| Paris Saint-Germain   |           |                  |           |           |
| Kampioen Ligue 1      | 2x        | 2013/14, 2014/15 |           |           |
| Coupe de France       | 1x        | 2014/15          |           |           |
| Coupe de la Ligue     | 2x        | 2013/14, 2014/15 |           |           |
| Frankrijk -19         |           |                  |           |           |
| Europees kampioen -19 | 1x        | 2005             |           |           |